# 俞本 (建文進士)
俞本（1366年—？），字景立，直隸蕪湖縣人，民籍，明朝政治人物。進士出身。

## 生平
縣學生，應天府鄉試第一百七十五名。建文二年（1400年）庚辰科會試第七十二名，殿試登進士三甲。

## 家族
曾祖父俞忘諱、祖父俞繼善，父亲俞仲實。